# Brezni Vrh
Brezni Vrh – wieś w Słowenii, w gminie Radlje ob Dravi. W 2018 roku liczyła 155 mieszkańców.